# Karditsel

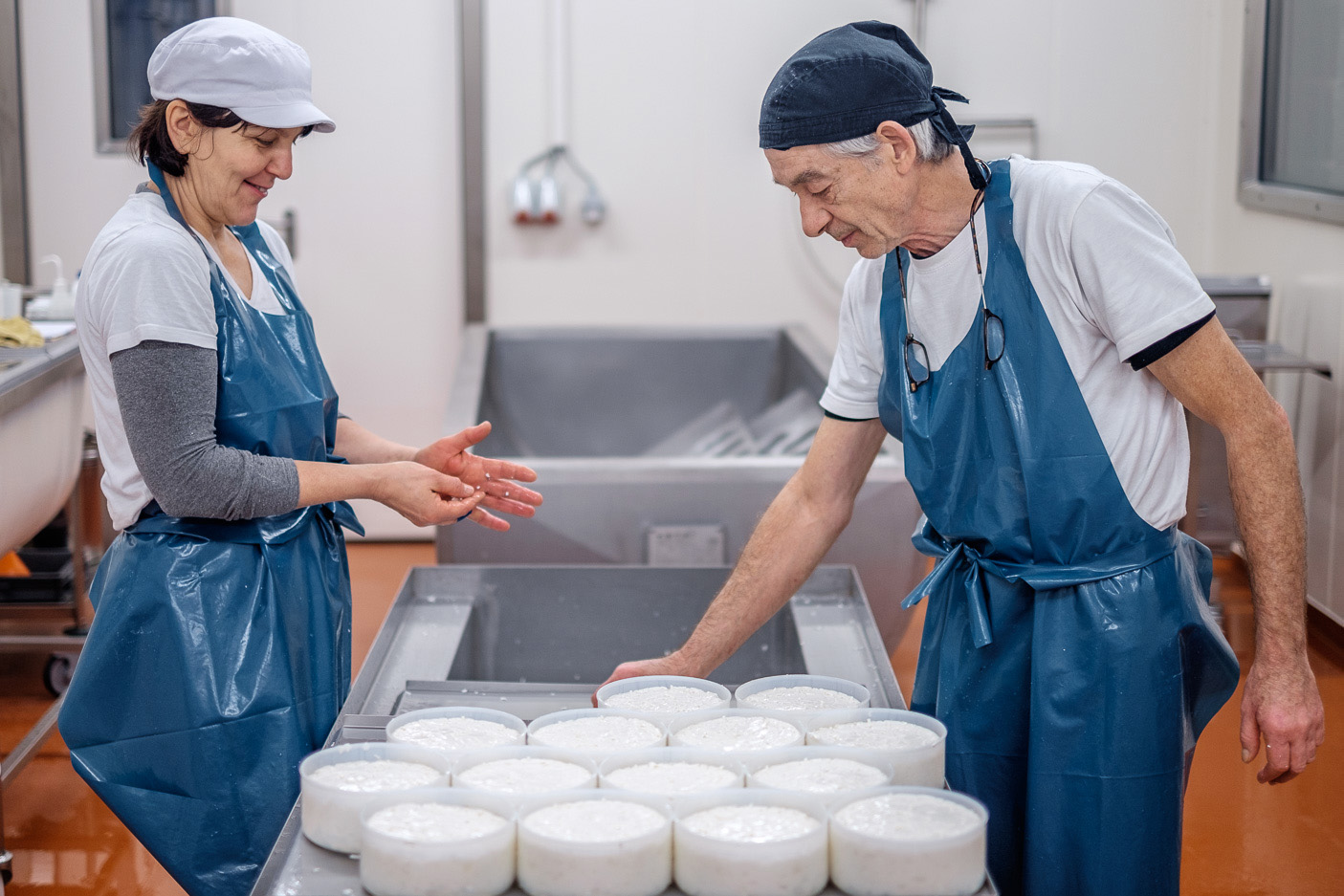
Magda Bauweleers en Giedo De Snijder, oprichters van Kaasmakerij Karditsel.

Kaasmakerij Karditsel is een Belgische kaasmakerij in Lummen (Limburg) die biologische geitenkaas van rauwe melk maakt. Als hoeveproducent verwerkt Karditsel uitsluitend de melk van één geitenkudde, namelijk die van Het Goerenhof, de biologische geitenboerderij waar Karditsel gevestigd is. De kazen van Karditsel zijn ambachtelijke producten: ze worden met de hand geschept, met de hand gezouten en in huis gerijpt. Karditsel is dan ook officieel erkend als ambachtelijke producent door de FOD Economie en draagt sinds 2017 het label Handmade in Belgium van Unizo, waarmee de makers van authentieke regionale kwaliteitsproducten uitgelicht worden.

## Oprichting
Kaasmakerij Karditsel werd opgericht in 2015 door Giedo De Snijder en Magda Bauweleers. Zij waren van 1981 tot 2006 ook de eigenaars van Kaasmakerij Midgard in Werchter, eveneens een kaasmakerij van geitenkaas. Begin 1990 brachten zij de eerste halfzachte geitenkazen met gewassen korst op de markt, met name Roderic, Carré Werchter en Briquette. Drie jaar later introduceerden ze Merlijn (de Witte van Rotselaar of Witte van Werchter), een Belgische gerijpte brie uit geitenmelk.
De naam ‘Karditsel’ is afgeleid van het rijmpje 'Mieleke, Melleke, Mol! Karwitsel, Karditsel, Kardol!’. Die slogan werd in 1965 bedacht door Nonkel Bob voor de Melkbrigade, een campagne die de melkconsumptie bij de Nederlandse en Belgische jeugd moest aanzwengelen.

## Kaasgamma
Kaasmakerij Karditsel is gespecialiseerd in de productie en rijping van zachte geitenkazen met een natuurlijke korstflora. Dat gebeurt 100% volgens het traditionele (Franse) kaasambacht: mouler à la main à l'aide d’une louche ou d’une pelle à brie (handgeschept) en salage à la main au sel sec (droog gezouten met de hand). 
De kazen van Karditsel kregen bewust oude Vlaamse persoonsnamen om hun unieke karakter in de verf te zetten en voor emotionele binding te zorgen. 
Dit zijn enkele kazen uit het gamma:
- Corneel: Corneel is plantaardig gestremd met de werkzame bestanddelen uit de kardoen. Deze kardoenkaas met gewassen korst en karaktervolle smaak is een grand cru de fromage.
- Florence: Florence is een romige, handgeschepte geitenbrie met een witschimmelkorst. Zacht van smaak aan het begin van de rijping en karaktervol in een latere fase. Ook verkrijgbaar met kruiden of zeewier rond de korst.
- Aurélie: Aurélie is een gerijpt geitenrolletje van het type St. Maure-de-Touraine, maar dan met een geotrichum korstje. Aurélie wordt droger en kleiner bij het ouder worden, maar wint aan karakter en smaakrijkdom.
- Cyriel: Cyriel is een gerijpte kaas met een witschimmelkorst en milde smaak. Net als de Morbier uit de Jura bevat hij middenin het zuivel een fijn laagje voedingshoutskool (cendre).
- Mathilde: Mathilde is een gerijpte kaas met een subtiel geotrichum korstje dat smelt in de mond. In het midden zit een laagje zoete vijgenconfituur die het zuivel subtiel doordringt.
- Kamiel: Kamiel heeft een zachte en friszure smaak met een asgrijze geotrichum korst.
- Rosalie: Rosalie heeft eveneens een zachte en friszure smaak, maar de geotrichum korst heeft de kleur van een warm oranje zonnegloed.
- Paulette: Paulette is een romige geitenkaas met een fijn gerijpt wit korstje. Het zuivel smelt als boter in de mond.
- Florette: Florette is een fris kaasje met een dun laagje honing rond de korst en een mix van kleurrijke, eetbare bloemblaadjes.

De kazen van Karditsel zijn te vinden bij verschillende kaasspeciaalzaken in België en belanden vaak op het menu van (sterren)restaurants. Karditselkazen zijn ook graag geziene gasten in het Vlaamse kookprogramma Dagelijkse kost van Jeroen Meus. Op de website van het programma staan verschillende recepten met kazen van Karditsel. Ook op de site van Terroir, waar culinair fotograaf Tony Le Duc culinaire ambachtsmensen in beeld brengt, staat een recept met kaas van Karditsel.

## Prijzen
Verschillende kazen van Karditsel vielen in de prijzen.
In april 2015 ontving Karditsel de Innovatie-award Land- en Tuinbouw Provincie Limburg voor Corneel, die 100% plantaardig gestremd wordt. Een onafhankelijke jury samengesteld uit vertegenwoordigers van het Innovatiecentrum Limburg, de Provinciale Landbouwkamer, de dienst Landbouw en Platteland, de Food Pilot, het Ondernemersplatform Limburg kozen samen met de gedeputeerde van Landbouw Inge Moors Karditsel als een van de vijf laureaten. Karditsel won de prijs voor de ontwikkeling van Corneel, omdat die zuiver gestremd wordt met de werkzame bestanddelen uit de kardoenplant. Deze oude Europese traditie werd nieuw leven in geblazen en het resultaat is een rauwmelkse geitenkaas met een karaktervolle smaak die ondanks het gebruik van kardoen vrij is van bitterheid.
In februari 2017 behaalde Karditsel Goud voor Aurélie en Zilver voor Cyriel op de Biocaseus in Duitsland. Biocaseus is een tweejaarlijkse Internationale Wedstrijd voor Biologische kazen. Een onafhankelijke, internationale jury beoordeelt alle deelnemende kazen op geur, smaak, structuur, uiterlijk, kleur, gaten en textuur.
In juni 2018 won Corneel Brons op de Farm Cheese Awards in Frankrijk. Dat is een internationale kaaswedstrijd uitsluitend voor hoeveproducenten die rauwmelks verwerken en geen gebruik maken van genetisch gemanipuleerde organismen. De kazen worden in zeven categorieën ingedeeld en door een internationale jury gekeurd. Per categorie wordt een gouden, zilveren en bronzen medaille uitgereikt. In de categorie Fromages à Pâte Molle et Croûte Lavée (zachte kazen met gewassen korst) won Corneel de bronzen medaille.
In september 2019 kreeg Kato Goud op Fromagora 2019 (Concours National des Fromages de Chèvre Fermiers) in Frankrijk. Fromagora is sinds 1977 de Franse competitie voor Fromages de Chèvre Fermiers (boerderijgeitenkaas), die in 2019 voor het eerst werd opengesteld voor Europese geitenkazen. Kato behaalde Goud in de Europese categorie fromages de chèvre fermiers à coagulation lactique. 104 proevers beoordeelden 268 geitenkazen, verdeeld in 22 categorieën, waaronder twee categorieën voor Europese geitenkazen.

## Publicaties
Het verhaal van Kaasmakerij Karditsel komt aan bod in verschillende boeken.
- In 2016 werden Corneel en Florence uitgelicht in het boek 'De kunst van kaas' van Ann Keymeulen (ISBN 9789059088047, Davidsfonds).[9]
- In 2017 wordt Karditsel beschreven als excellence chevrière, met speciale aandacht voor Aurélie, in het boek 'Fromages d'artisans en Belgique' van Michel Verlinden, Julien Hazard en Alexandre Bibaut (ISBN 9782390250227, Racine).[10]

## Boerderij
Kaasmakerij Karditsel is gevestigd op de geitenboerderij Het Goerenhof, een biologisch gecertificeerde melkveehouderij in Lummen die uitgebaat wordt door Koen Vanroye. De geitenkudde bestaat uit diverse geitenrassen, waaronder een aantal typisch Belgische rassen die met uitsterven bedreigd zijn, bijvoorbeeld Belgische hertegeiten en Kempense en Vlaamse geiten. In samenwerking met Steunpunt Levend Erfgoed probeert de boerderij die oude rassen in stand te houden. De bijzondere mix van geitenrassen levert melk en kaas met een unieke smaak op. Door het verwerken van de eigen melkplas tot biologische geitenkaas zorgt de boerderij voor een gesloten kringloop.